# Nico Santos
Nico Santos (Manila, 7 de abril de 1979) é um ator filipino-americano, conhecido por interpretar Oliver T'sien em Crazy Rich Asians e Mateo Liwanag, um atendente de loja da série Superstore, produzida pela NBC. Em 10 de dezembro de 2018, Santos foi indicado para o Prêmio Critics 'Choice Television, na categoria de Melhor Ator Coadjuvante em Série de Comédia.

## Biografia
Nico Santos nasceu em Manila, nas Filipinas, e se mudou com sua família para os Estados Unidos quando tinha dezesseis anos, estabelecendo-se em Gresham, Oregon. Ele e seu irmão estudaram na Centennial High School de Gresham, onde foram os únicos dois filipinos presentes. Em seu primeiro ano, ele participou do seminário de verão "Oregon Shakespeare Festival" para alunos do ensino médio, onde descobriu seu amor pelo teatro.
Santos frequentou a Southern Oregon University por causa de sua proximidade com o Oregon Shakespeare Festival. Lá, ele estudou atuação antes de fazer a transição para design de figurino devido aos comentários desencorajadores de seu professor de atuação. No entanto, mais tarde ele desistiu da faculdade quando se assumiu gay, e sua família se recusou a continuar pagando por sua educação.

## Carreira
Santos trabalhou por vários anos no departamento de figurinos como costureiro no Oregon Shakespeare Festival.
Em 2001, ele se mudou para São Francisco, onde trabalhou durante oito anos em várias lojas de varejo de luxo na Union Square, enquanto fazia comédia stand-up, muitas vezes indo logo após o trabalho. Mais tarde, ele se mudou para Los Angeles em busca de uma carreira como comediante de stand-up, mas achou difícil avançar devido à política dos clubes de comédia.
Em 2012, ele começou a aparecer regularmente no programa de entrevistas Chelsea Lately, como palestrante enquanto trabalhava simultaneamente como host de restaurante.
Santos mudou seu foco de volta para a atuação em 2014, quando conseguiu uma vaga no CBS Diversity Showcase. Ele entrou originalmente como roteirista, mas atuou algumas vezes quando substituiu outro ator asiático que desistiu do papel. Como resultado do showcase, que é apresentado a uma série de profissionais da indústria que inclui agentes e diretores de elenco, ele logo se viu sendo convidado para mais e mais audições, eventualmente conseguindo um papel no programa de comédia da NBC, Superstore. Em 2015, ele estreou como Mateo Liwanag, um filipino gay e sem documentos (embora muitas vezes confundido como mexicano), na série Superstore.
Em 2017, Santos se apresentou no Bridgetown Comedy Festival.
Em 2018, atuou na comédia romântica Crazy Rich Asians, dirigida por Jon M. Chu.
Santos apareceu na peça Off-Broadway, Happy Talk, na primavera de 2019. A peça foi escrita por Jesse Eisenberg e dirigida por Scott Elliott.

## Filmografia

### Cinema
| Ano  | Título                 | Papel         | Notas |
| ---- | ---------------------- | ------------- | ----- |
| 2015 | Paul Blart: Mall Cop 2 | Heath         |       |
| 2018 | Crazy Rich Asians      | Oliver T'sien |       |

### Televisão
| Ano       | Título                | Papel                         | Notas |
| --------- | --------------------- | ----------------------------- | --- |
| 2012-2013 | Chelsea Lately        | Ele mesmo                     | |
| 2014      | Ground Floor          | Atendente de companhia aérea  | Episódio: "The Decision: Part Two" |
| 2014      | Go-Go Boy Interrupted | Nick                          | 4 episódios |
| 2014      | 2 Broke Girls         | Barry                         | Episódio: "And a Loan for Christmas" |
| 2015-2021 | Superstore            | Mateo Fernando Aquino Liwanag | papel principal, 113 episódios; Critics' Choice Television Award, categoria de Melhor Ator Coadjuvante em Série de Comédia (2018, 2019) |
| 2016      | Noches con Platanito  | Ele mesmo                     | Episódio: "Lauren Ash/Nico Santos/Damiana Villa/Carlie Craig/Voces del Rancho"                                                          |